# Banketbakkersspijs
Banketbakkersspijs (ook banketspijs) is een goedkoop vervangingsmiddel voor amandelspijs. In plaats van amandelen worden gemalen abrikozenpitten of gekookte witte bonen gebruikt. De overige ingrediënten zijn: suiker, citroenrasp, amandelessence, eieren en plantaardig vet. Dit levert een aanzienlijk plakkeriger product op.
Bij toepassing in gebak moet men bij de ingrediënten dan 'peulvruchten' vermelden, maar soms wordt dit nagelaten. Culinair journalist Johannes van Dam controleerde als kind al door middel van een eenvoudig testje met jodium of de banketbakkers in zijn buurt wel echte amandelspijs gebruikten. Banketbakkersspijs kleurt daarbij paars, wat aangeeft dat er zetmeelhoudende producten als bonen zijn gebruikt. De test is ook toepasbaar op marsepein. Het gekleurde product is dan niet meer eetbaar.